# Saint-Sernin-du-Bois
Saint-Sernin-du-Bois är en kommun i departementet Saône-et-Loire i regionen Bourgogne-Franche-Comté i östra Frankrike. Kommunen ligger i kantonen Le Creusot-Est som tillhör arrondissementet Autun. År 2022 hade Saint-Sernin-du-Bois 1 729 invånare.

## Befolkningsutveckling
Antalet invånare i kommunen Saint-Sernin-du-Bois
| Referens: INSEE |